# Eriogonum tumulosum
Eriogonum tumulosum är en slideväxtart som först beskrevs av Rupert Charles Barneby, och fick sitt nu gällande namn av James Lauritz Reveal. Eriogonum tumulosum ingår i släktet Eriogonum och familjen slideväxter. Inga underarter finns listade i Catalogue of Life.